# 亞歷山大·羅欽可
亞歷山大·米哈伊洛維奇·羅欽可（Александр Михайлович Родченко，1891年12月5日—1956年12月3日），是蘇聯美術家、雕刻家和攝影家，結構主義和蘇聯設計學派的創建人之一。
羅欽可是十月革命後一位最全面的結構主義和生產主義美術家。他早期以繪畫和平面設計為主，後來轉至攝影和集成照相。他的攝影作品反映社會現實，在形式上尋求創新，反對畫家式的審美觀。為了配合他的分析—紀錄性攝影系列，他經常從出人意料的角度拍攝，通常是俯視或者仰望，為觀賞者帶來震撼，常令他們一時間認不出熟識的景物。他寫道：「一個人在攝影時要拍攝數張不同的照片，從事物的不角度不同的情況出發，應該像從周圍觀察而非像從同一個鑰匙孔看了一次又一次。」